# 어도비 라이브사이클 디자이너
어도비 라이브사이클 디자이너(Adobe LiveCycle Designer)는 어도비 시스템즈가 개발한 소프트웨어이다. 라이브사이클 디자이너를 이용하면 입력가능한 PDF 문서를 만들 수 있다. 일부 PDF문서를 보면 입력이 가능한 텍스트필드, 숫자필드, 자동계산 등 PDF폼을 직접 만들 수 있다.